# 413
| 413                |
| ------------------ |
| Dødsfald - Fødsler |
|                    |

| Gregoriansk kalender | 413 CDXIII              |
| Ab urbe condita      | 1166                    |
| Armensk kalender     | I/T                     |
| Kinesiske kalender   | 3109 – 3110 壬子 – 癸丑 |
| Etiopisk kalender    | 405 – 406               |
| Jødisk kalender      | 4173 – 4174             |
| Hindukalendere       |                         |
| - Vikram Samvat      | 468 – 469               |
| - Shaka Samvat       | 335 – 336               |
| - Kali Yuga          | 3514 – 3515             |
| Iransk kalender      | 209 BP – 208 BP         |
| Islamisk kalender    | 216 BH – 215 BH         |

## Begivenheder

### Asien
- Kumaragupta I efterfulgte sin far Chandragupta II som kejser af Guptariget (Indien).

### Europa
- Ved årets begyndelse gjorde to kejsere krav på den vestromerske trone. Foruden den officielle kejser Honorius var det Jovinus, der fra sin base i det nordlige Gallien havde støtte fra lokale adelsmænd og fra alaner og burgundere, der havde bosat sig i området.
- Dette år er var kun én romersk consul, nemlig adelsmanden Flacius Lucius i øst. I vestriget var hæderen tiltænkt Heraclianus, men på grund af hans oprør (se nedenfor) blev titlen annulleret.
- Det visigotiske folk, ledet af kong Ataulf, var i det sydlige Gallien. Ataulf havde indgået alliance med modkejseren Jovinus.
- Det meste af Hispania (Spanien) blev kontrolleret af alaner, sveber og vandaler. Det vestromerske rige var ude af stand til at fordrive dem.
- Præfekten Anthemius, der var formynder for kejser Theodosius 2., indledte byggeriet af en ny forsvarsmur omkring Konstantinopel.
- Heraclianus, der var guvernør (comes) i provinsen Africa (Tunis) gik i land i Italien i spidsen for en hær. Han blev besejret og efterfølgende myrdet.
- Modkejseren Jovinus ragede uklar med visigoterne og blev taget til fange og henrettet i juli 413, sammen med sin bror Sebastianus.

### Religion
- Augustin af Hippo, begyndte på sit værk De Civitate Dei (Om Guds by), hvori han blandt andet afviste beskyldningerne om kristendommens medskyld i Romerrigets tilbagegang.

## Dødsfald
- Chandragupta II, kejser af Guptariget.
- Gwanggaeto den store, konge af Goguryeo-riget i Korea, (født 374).
- 7. marts, Heraclianus, romersk adelsmand.
- juli, Jovinus, oprørskejser i Gallien.
- juli, Sebastianus, bror og medkejser til Jovinus.
- Kumarajiva, buddhistisk munk og oversætter, (født 344).
- 12. september, Marcellinus af Karthago, martyr og helgen.
- Qiao Zong, krigsherre og fyrste af Chengdu.